# Damien Lewis
Damien Lewis (* Dorset) ist ein britischer Journalist. Bekannt wurde er durch seine Fluchthilfe für Mende Nazer aus Sudan und der anschließenden Ko-Autorschaft bei ihrem autobiographischen Buch Sklave, das 2001 erschien.

## Werke
- Mende Nazer, Damien Lewis: Sklavin. Schneekluth, München 2002, ISBN 3-7951-1801-8.
- Mende Nazer, Damien Lewis: Befreit. Die Heimkehr der Sklavin. Droemer/Knaur, München 2007, ISBN 978-3-426-27354-8.
- Damien Lewis: Cobra Gold. Endeavour Press, November 2014 (englisch).
- Damien Lewis: Agent Josephine: American Beauty, French Hero, British Spy. Public Affairs, New York 2022, ISBN 978-1-5417-0066-6 (englisch).
- Damien Lewis: SAS Brothers in Arms: Churchill's Desperadoes: Blood-and-Guts Defiance at Britain's Darkest Hour. Quercus Publishing, London 2022, ISBN 978-1-5294-1378-6 (englisch).